# Saint-Malo-de-Phily
Saint-Malo-de-Phily è un comune francese di 887 abitanti situato nel dipartimento dell'Ille-et-Vilaine nella regione della Bretagna.

## Società

### Evoluzione demografica
Abitanti censiti